# HMS Royal Sovereign (1857)

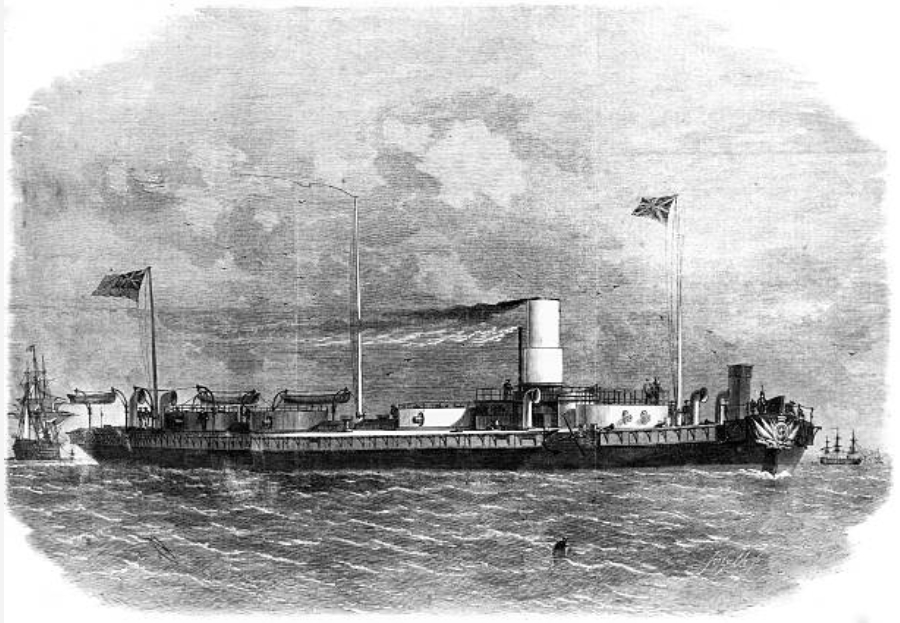
HMS Royal Sovereign met de torens duidelijk zichtbaar

HMS Royal Sovereign was oorspronkelijk een linieschip met zeilen van de Royal Navy. Later werd ze ingrijpend aangepast en werd de Royal Sovereign het eerste schip van de Britse marine uitgerust met draaibare geschuttorens.

## Eerste ontwerp
HMS Royal Sovereign werd als traditioneel linieschip met zeilen op stapel gezet. De bewapening van 131 kanonnen werden langs de romp opgesteld. Met de opkomst van de stoommachine en de scheepsschroef werden de plannen in 1855 hiervoor aangepast, al bleef de bewapening ongewijzigd. Ze werd te watergelaten op 24 april 1857. Op dat moment had ze een waterverplaatsing van 3825 ton en een stoommachine met een vermogen van 780 paardenkracht. Ze was 73,3 meter lang en 19 meter breed.

## Verbouw tot torenschip
In de daarop volgende jaren zag het schip weinig actie. Ze werd geselecteerd voor ombouw tot een experimenteel marineschip. Kapitein Cowper Coles had een draaibare geschuttoren ontwikkeld en men besloot het schip hiermee uit te rusten. Deze innovatie had als groot voordeel dat de geschuttoren in elke gewenste richting kon vuren zonder het hele schip in de juiste positie te manoeuvreren. Om een vrij schootsveld te verkrijgen was het wel noodzakelijk om veel van de masten en tuigage te verwijderen. Het opdracht voor de ombouw werd gegeven op 4 april 1862.
Alles boven het benedendek werd verwijderd. De vrijboord werd gereduceerd tot 2,1 en 2,4 meter en ze was hierdoor niet langer geschikt om in open zee te opereren. Ze werd bestemd voor de kustverdediging als drijvende batterij. De dekken en de zijkanten van de romp werden met stalen platen versterkt om het gewicht van de nieuwe bewapening te dragen en om de kracht op te vangen wanneer de kanonnen worden afgevuurd. Op 20 augustus 1864 waren de werkzaamheden voltooid en was ze het eerste Britse marineschip met kanonnen in draaibare torens, maar nog met een houten romp.
Het oorspronkelijke ontwerp ging nog uit van vijf geschuttorens, een toren met twee 68-ponder kanonnen en de overige kregen een 100-ponder kanon. Dit werd gewijzigd, een toren werd geschrapt waardoor er vier overbleven. De voorste toren kreeg twee kanonnen en de andere drie kregen elk een kanon. De eerste kanonnen hadden een kaliber van 10,5 inch (270 mm) en verschoten granaten van 150  pond. In 1867 werden ze allemaal vervangen door 9 inch (230 mm) kanonnen.
Op 15 januari 1866 vond een belangrijke test plaats. Vanaf HMS Bellerophon werden schoten van dichtbij afgevuurd op de achterste geschuttoren. Twee granaten van het 9 inch kanon verbogen de pantserplaten van de toren en een granaat doorboorde de achterkant van de toren. Ondanks deze schade was het nog altijd mogelijk om de toren de draaien en het kanon kon nog vuren.
Ze kreeg Portsmouth als thuishaven en werd ingezet in Het Kanaal. De belangrijkste taak was het testen en evalueren van kanonnen en geschuttorens. In juli 1867 deed ze mee aan de vlootschouw. Ze was daarna verbonden aan de marine artillerieschool HMS Excellent als artillerieschip tot 1873, toen ze werd vervangen door HMS Glatton. Ze deed verder geen dienst tot haar verkoop in mei 1885.